# トニー・ブリューワ
アンソニー・ブルース・ブリューワ（Anthony Bruice Brewer, 1957年11月25日 - ）は、アメリカ合衆国ルイジアナ州出身の元プロ野球選手（外野手、右投右打）、野球指導者。カンザスシティ・ロイヤルズでプレーしたマイク・ブリューワは実弟。

## 経歴
1979年にロサンゼルス・ドジャースと契約。1984年8月1日の対サンディエゴ・パドレス戦（ジャック・マーフィー・スタジアム）の8回表にグレッグ・ブロックの代打として出場してメジャーデビューを果たし、結果はライトフライだった。同年は24試合に出場したが、翌1985年はメジャーでの出場はなかった。
1986年にNPBの日本ハムファイターズに入団。「30本塁打以上を放てる」との触れ込みで豪打を期待された。同年の本塁打数は20本に留まったが、打率.321・68打点を記録した。
1987年は開幕から好調を維持し、オールスターゲームにも出場。シーズンでも打率.303・35本塁打・98打点と期待された豪打を見せ、ベストナインに選ばれた。
1988年は、3月30日の12球団トーナメントでホームランを放つなど順調だったが、直後に腰椎分離症で離脱。開幕後もしばらくは一軍登録されたまま復帰の機会を窺っていたが、その後4月15日に登録抹消され、一軍出場なしに終わった。
1989年は、打率.306・27本塁打・73打点を記録して2度目のチーム三冠王となり、更に長距離打者ながら8盗塁を記録した。
1990年は打率・本塁打・打点全ての部門で前年を下回り、得点圏打率も.189と振るわず、1試合3併殺打の日本タイ記録を作るなど全体的に成績が落ち込んだ。同年、東京ドームでの対オリックス・ブレーブス戦で伊藤敦規から受けた死球に怒りマウンドに詰め寄り、伊藤の右顎にラリアットを喰らわせ退場処分を受けるなど1シーズン3度の退場処分を受けている。持病の腰痛もあり同年限りで退団。
退団後はカリフォルニア州のパロアルト高校野球部とレスリングのコーチを務める傍ら、大学に通い体育教師になった。1995年には全米高校選抜のチーム監督となって日本を訪れている。

## 詳細情報

### 年度別打撃成績
| 年 度    | 球 団    | 試 合 | 打 席 | 打 数 | 得 点 | 安 打 | 二 塁 打 | 三 塁 打 | 本 塁 打 | 塁 打 | 打 点 | 盗 塁 | 盗 塁 死 | 犠 打 | 犠 飛 | 四 球 | 敬 遠 | 死 球 | 三 振 | 併 殺 打 | 打 率 | 出 塁 率 | 長 打 率 | O P S |
| -------- | -------- | ----- | ----- | ----- | ----- | ----- | -------- | -------- | -------- | ----- | ----- | ----- | -------- | ----- | ----- | ----- | ----- | ----- | ----- | -------- | ----- | -------- | -------- | ----- |
| 1984     | LAD      | 24    | 41    | 37    | 3     | 4     | 1        | 0        | 1        | 8     | 4     | 1     | 0        | 0     | 0     | 4     | 1     | 0     | 9     | 1        | .108  | .195     | .216     | .411  |
| 1986     | 日本ハム | 130   | 565   | 511   | 78    | 164   | 28       | 2        | 20       | 256   | 68    | 1     | 2        | 0     | 3     | 46    | 3     | 5     | 71    | 13       | .321  | .381     | .501     | .882  |
| 1987     | 日本ハム | 129   | 555   | 478   | 85    | 145   | 24       | 1        | 35       | 276   | 98    | 2     | 3        | 0     | 5     | 71    | 2     | 1     | 74    | 9        | .303  | .391     | .577     | .968  |
| 1989     | 日本ハム | 130   | 555   | 477   | 70    | 146   | 23       | 1        | 27       | 252   | 73    | 8     | 6        | 0     | 5     | 71    | 4     | 2     | 79    | 17       | .306  | .395     | .528     | .923  |
| 1990     | 日本ハム | 109   | 469   | 407   | 65    | 120   | 16       | 2        | 17       | 191   | 63    | 4     | 2        | 0     | 3     | 51    | 0     | 8     | 51    | 15       | .295  | .382     | .469     | .851  |
| MLB：1年 | MLB：1年 | 24    | 41    | 37    | 3     | 4     | 1        | 0        | 1        | 8     | 4     | 1     | 0        | 0     | 0     | 4     | 1     | 0     | 9     | 1        | .108  | .195     | .216     | .411  |
| NPB：4年 | NPB：4年 | 498   | 2144  | 1873  | 298   | 575   | 91       | 6        | 99       | 975   | 302   | 15    | 13       | 0     | 16    | 239   | 9     | 16    | 275   | 54       | .307  | .387     | .521     | .908  |

### 表彰
NPB
- ベストナイン：1回 （外野手部門：1987年）
- 月間MVP：1回 （1987年5月）

### 記録
NPB初記録
- 初出場・初先発出場：1986年4月4日、対近鉄バファローズ1回戦（藤井寺球場）、3番・右翼手として先発出場
- 初安打・初本塁打・初打点：1986年4月5日、対近鉄バファローズ2回戦（藤井寺球場）、6回表に佐々木修からソロ

NPBその他の記録
- オールスターゲーム出場：1回 （1987年）

### 背番号
- 50 （1984年）
- 44 （1986年 - 1990年）